# Flüe (St. Niklaus)
Flüe ist ein Maiensäss der Gemeinde St. Niklaus (walliserdeutsch Zaniglas) im Walliser Bezirk Visp.

## Geographie
Flüe liegt auf 1465 m an der rechten Talflanke südöstlich oberhalb von St. Niklaus Dorf (1120 m ü. M., walliserdeutsch Zaniglas) und ist über die Tennjerstrasse, einen Forstweg und einen Fusspfad zu erreichen.
Die Siedlung umfasst historische Gebäude, zwei stattliche Wohnhäuser sowie mehrere Stallungen (walliserdeutsch Gädini) und Speicher (walliserdeutsch Schpiicher). Diese sind Blockhäuser aus Lärchenholz mit Dächern aus massiven Steinplatten, die im Hang zwischen 1418 m ü. M. und 1470 m ü. M. verteilt sind.

## Siedlung
Bis in die sechziger Jahre des zwanzigsten Jahrhunderts war das Maiensäss das ganze Jahr bewohnt, zuletzt von einer Familie Imboden, deren beiden Söhne Tag für Tag den Ab- und Aufstieg zur Schule in St. Niklaus Dorf nahmen.

## Wanderwege
Flüe ist auf dem Landweg zu Fuss über die Weiler Balacker (1177 m ü. M.) und Biffig (1272 m ü. M.), die 1,5 km bzw. 2,5 km südlich von St. Niklaus Dorf auf der rechten Seite der Vispa liegen, zu erreichen. Auch über Gasenried kann das Maiensäss zu Fuss erreicht werden. 